# SVA Zürich
Die SVA Zürich (Sozialversicherungsanstalt des Kantons Zürich) ist das Kompetenzzentrum für Sozialversicherungen im Kanton Zürich. Sie ist schweizweit die grösste Durchführungsstelle für die Sozialversicherungen der 1. Säule. Kundinnen und Kunden der SVA Zürich sind die Versicherten und Arbeitgebenden im Kanton Zürich.

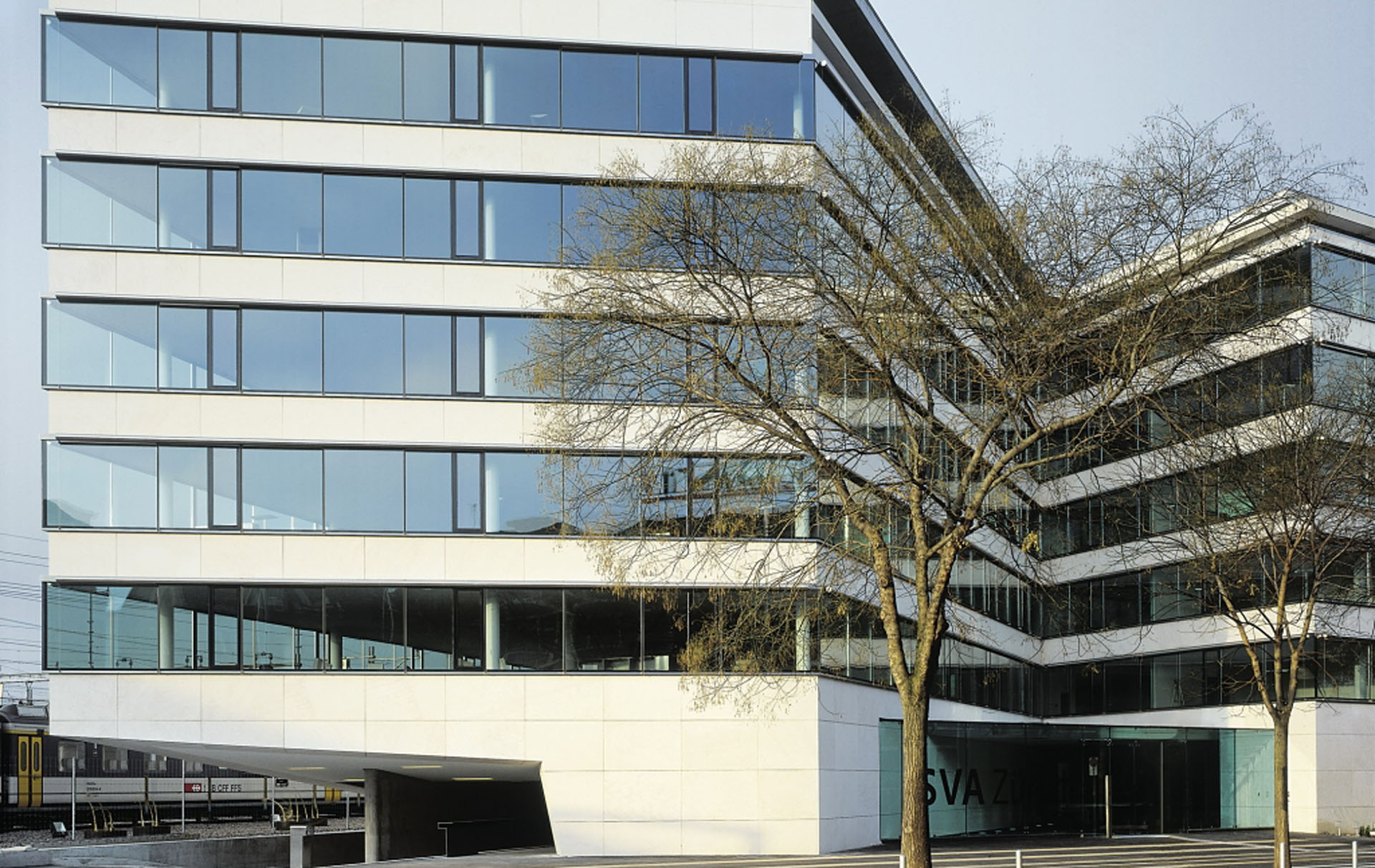
Hauptgebäude der SVA Zürich an der Röntgenstrasse.

## Aufgaben
Die SVA Zürich ist ein öffentlich-rechtliches Unternehmen. Sie handelt im Auftrag von Bund, Kanton und Gemeinden. Die öffentliche Verwaltung kann Aufgaben an die SVA Zürich übertragen. Folgende Bereiche sind möglich:
- Sozialversicherungen
- Berufliche und soziale Vorsorge
- Berufliche Aus- und Weiterbildungen

## Produkte
Die Produkte der SVA Zürich sind: AHV, IV, EO, Prämienverbilligung, Familienzulagen, Mutterschafts- wie auch Vaterschaftsentschädigung, Ergänzungsleistungen und Überbrückungsleistungen.

## Organe
Der Aufsichtsrat ist das oberste Organ der SVA Zürich. Er ist zuständig für die Organisation der SVA Zürich, die Unternehmensführung, die Anstellung der Geschäftsleitungsmitglieder und für die Wahl der Revisionsstelle. Der Aufsichtsrat verabschiedet auch die Unternehmensstrategie. Die Geschäftsleitung ist für die Umsetzung der Unternehmensstrategie der SVA Zürich verantwortlich. 
Die Geschäftsleitung setzt sich wie folgt zusammen:
- Direktion
- Leitung Bereich Ausgleichskasse
- Leitung Bereich IV-Stelle
- Leitung Bereich Human Resources
- Leitung  Bereich Operations